# Casino Middelkerke

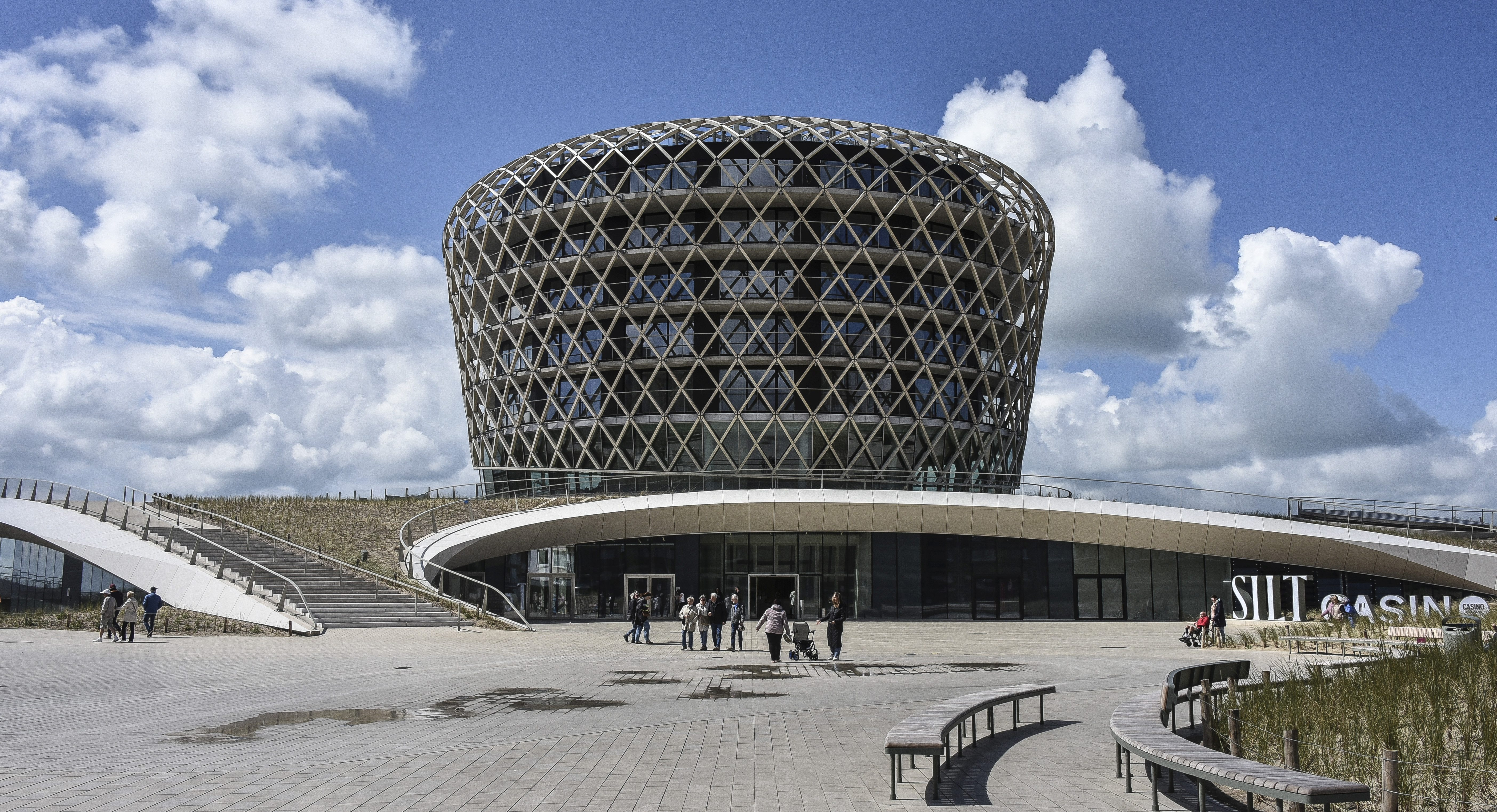
Casino SILT in 2024

Het casino van Middelkerke is een van de vier kustcasino's in België. Het casino opende in een eerste bouwwerk in 1891.

## Geschiedenis

### Eerste casino
Private investeerders, onder leiding van de Brusselse hotelier Charles Smedt trokken in 1891 op de zeedijk, in lijn met de andere bebouwing, een relatief klein houten gebouw op, naar plannen van de architect Alexis Dumont. Zelfs koning Leopold II kwam van Oostende tijdens een wandeling de bouw inspecteren.
Het gebouw werd diverse keren verbouwd en ook nog van zijvleugels voorzien. Het bouwwerk bood plaats aan een restaurant, kleine winkeltjes en een feestzaal. Het was populair bij toeristen met goocheldemonstraties voor kinderen en kinderbals onder leiding van een dansleraar, optredens van Brusselse en sporadisch zelfs Parijse variétéartiesten, en een jaarlijks liefdadigheidsconcert voor het zeehospitaal ‘Hospice Roger de Grimberghe’.
Het gemeentebestuur kocht het gebouwtje in 1908, en had toen al voornemens voor een nieuwbouw. In 1914 werd het eerste casino gesloopt na de opening van het nieuwe casino.

### Tweede casino
In 1912 besloot het gemeentebestuur tot de bouw van een nieuw casino op de uitbouw van de zeedijk. Architect werd Georges Hobé, voor het interieur architect Albert Van Huffel. Het casino opende op 18 juli 1914 en had rond een centrale binnentuin een speelzaal, een leeszaal waar kranten gelezen konden worden, enkele horecazaken met biljarttafels, een bowling en een concertzaal. Voor het casino waren tennisvelden aangelegd.
Gedurende de Eerste Wereldoorlog werd het casinocomplex door het Duitse bezettingsleger als hoofdkwartier gebruikt. Het casino werd zwaar beschadigd. Na de oorlog werd het naar de oorspronkelijke plannen heropgebouwd en in 1925 heropend. 
In het interbellum gingen in de concertzaal meermaals optredens door van onder meer Charles Trenet en Jean Omer.
In 1936 werd het bouwwerk grondig gerenoveerd.
Het casinogebouw werd in de Tweede Wereldoorlog volledig tot puin herleid. Na de oorlog werd een tijdelijk casino ingericht in ‘Hôtel de la Plage’. 

### Derde casino

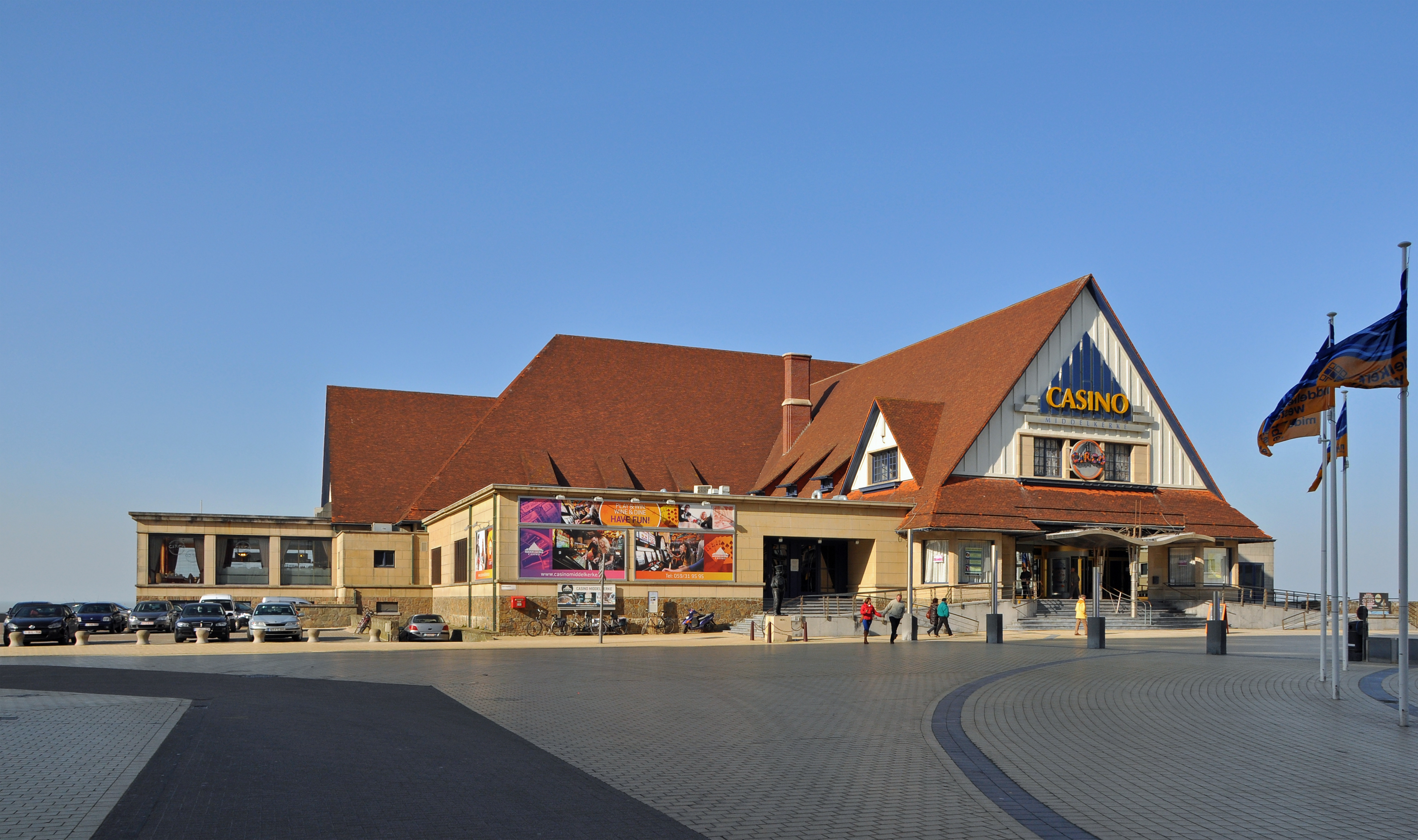
Het casino uit 1954 van Middelkerke

Het derde casinogebouw werd ontworpen door de Middelkerkse architect August Vereecke in Normandische stijl en opende in 1954.
Casino-directeurs Paul en Joseph Bouveroux zagen hun megalomane plannen voor het casino in 1977 eindigen in een faillissement van het casino.
Luc Rammant was van 1979 tot 1998 casinodirecteur van het casino, en tevens gedelegeerd bestuurder van de casino's van Blankenberge en Middelkerke, naast de broers André en Roger Joye. Hij was eerder actief in de banksector, en bracht als casinodirecteur veel nationale en internationale sterren naar zijn casino's, die hij ook fors uitbouwde. Tot de regelmatig optredende zangers behoorden Will Tura en Gilbert Bécaud. In 1998 werden beide casino's verkocht aan het Engelse Rank Holding.
In het gebouw was een speelzaal, de nachtclub Montezuma, een bowling en de Baccarazaal, een feestzaal met zicht op zee. In die laatste zaal werd vanaf 1969 de ‘Gouden Sirene’ georganiseerd, een concours voor het Belgische levenslied, het was onder meer voor Eva Marie de start van haar carrière. De Gouden Sirene was de voorloper van de in 1981 geïntroduceerde ‘Baccarabeker’, een concours waar vijf Vlaamse provinciale teams van artiesten tegen mekaar stonden. De tiende en laatste reguliere editie ging door in 1990. In 2000 volgde met Baccara 2000 nog een eenmalige gelijkaardige wedstrijd. Ook de televisietalkshow ‘Margriet aan zee’, gepresenteerd door Margriet Hermans werd van 1989 tot 1994 vanuit de zaal gecapteerd, met optredens buiten gepresenteerd door Ben Crabbé.
In het casino werd van 2001 tot 2015 gedurende veertien jaar fraude gepleegd aan de roulettetafel. Aan de fraude werkten verschillende croupiers mee die een slordige drie miljoen euro verduisterden.
Het casino werd verschillende malen opgefrist, en werd in 2017 gesloten, alvorens het gebouw in 2018 werd gesloopt.

### Vierde casino Middelkerke

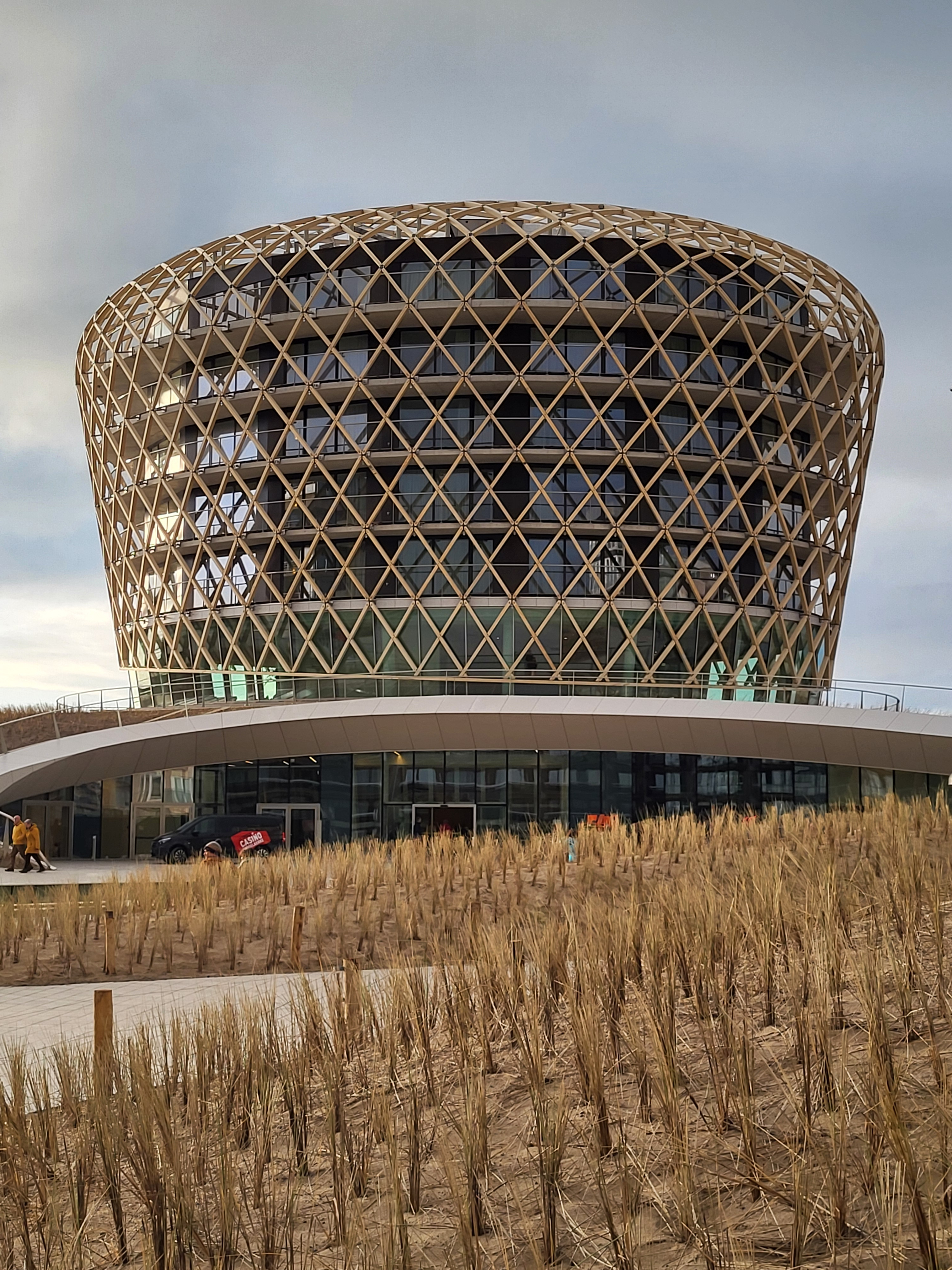
Casino Middelkerke maart 2024

In 2018 werd het oude casino van Middelkerke gesloopt om plaats te maken voor een nieuw casino met een kostprijs van zestig miljoen euro dat in opbouw is en gepland is te openen in de eerste helft van 2024. 
Het tijdelijke casino aan de Westendelaan was tot juni 2022 in handen van Napoleon Games. Nadien ging de concessie over naar de Groupe Partouche en verhuisde het tijdelijk casino als Casino Partouche naar Hotel Acropolis, tevens aan de Westendelaan. 

#### SILT
Geopend in maart 2024, maakt het nieuwe casino van Middelkerke onderdeel uit van evenementengebouw Silt (ook geschreven als SILT) dat een casino met speelzaal, foyer, restaurant, terras en evenementenzaal met plaats voor 1.700 personen omvat, inclusief een ondergrondse parking en een hotel met een 60-tal kamers. Het ontwerp diende een versterking van de zeedijk bestand tegen een duizendjarige storm, een kwalitatieve upgrade van de openbare ruimte door het autoverkeer te verwijderen en een aansluiting van de zeedijk aan het Epernayplein te realiseren. Het ontwerp is van de hand van het Amsterdams architectenbureau ZJA, in samenwerking met OZ Architect voor hotel en casino, DELVA landschapsarchitecten en Bureau Bouwtechniek, als leden van het Nautilus Consortium waartoe ook projectontwikkelaar Debuild en aannemers Furnibo uit Veurne en Democo uit Hasselt behoren.
Eenmaal geopend wordt de concessie voor bouw en uitbating van de speelzaal toegewezen aan Belcasinos, een onderdeel van de Groupe Partouche.